# Sokół Matwiejewicz Woyna
Sokół Matwiejewicz Woyna herbu Trąby (zm. w 1610 roku) – kasztelan brzeskolitewski od 1605 roku,  kasztelan mścisławski w latach 1599-1605, starosta ożski i perełomski.
Był synem kasztelana mścisławskiego Macieja.